# Жаров Сергій Олексійович
Сергій Олексійович Жаров (англ. Serge Alexis Jaroff; нар. 20 березня [1 квітня] 1896, Макар'єв, Костромська губернія — пом. 9 жовтня 1985, Лейквуд Тауншип, Нью-Джерсі, США) — російський диригент і композитор. Він був засновником і протягом шістдесяти років диригентом і композитором хору Донських козаків Сергія Жарова.

## Біографія
20 березня 1896 року в Костромській губернії, в родині купця 2-ї гільдії народився Жаров Сергій Олексійович
Він був відданий до Макар'євського 1-го парафіяльного чоловічого училища; у 1906 р. вступив до московського Синодального училища церковного співу, де навчався у Миколи Даниліна, Олександра Кастальського, Миколи Голованова тощо. До 15 років співав дискантом у Московському синодальному хорі; в 1911 році брав участь у його закордонній поїздці. У 1915—1917 рр. керував хором при Товаристві трудової допомоги інвалідам світової війни, з яким співав у церквах і давав концерти в госпіталях.
Після закінчення Синодального училища вступив до Олександрівського військового училища. За деякими відомостями, Сергій Жаров був мобілізований до Червоної армії, але приєднався до білих козаків під час Кінного рейду Мамонтова. Служив у 10-му козачому (Гундоровському) полку.
У 1920 році Донський козацький корпус під натиском Червоної армії відступив до Криму. У Криму Жаров іноді робив невеликі музичні виступи приватним чином. У листопаді 1920 року корпус разом з Російською армією генерала Петра Врангеля був евакуйований до Константинополя, де залишався на кораблях на рейді Мода. Згідно з рішенням союзного командування місцем дислокації Донського корпусу стали місця в районі Чаталджа біля Константинополя (нині Стамбул), куди були доставлені з вокзалу Сіркеджі залізницею. Штаб корпусу знаходився на станції Хадим-Кіой, самі табори в Санджак-Тепе, Кабакдже і Чилінгирі, де у складі свого полку опинився і Сергій Жаров.
У результаті хвороб, ран, отриманих у боях і епідемії холери в грудні 1920 — січні 1921 року померло більше сотні козаків. Для церковної пісні при відспівуванні спочилих Жаров і заснував військовий козачий хор. Відповідно і репертуар хору в Чилінгирі був заснований на церковному співі. Більшість співаків, які пізніше співали в Хорі Донських козаків, були донськими козаками і брали участь у війні з 1914 року. Третю Донську дивізію в березні 1921 року перекинули на грецький острів Лемнос. На цьому острові, крім виконання своїх обов'язків як військового хору, Сергій Жаров влаштовував приватні концерти місцевим жителям для заробітку.
У другій половині 1921 року згідно із розпорядження Головнокомандуючого Російської армії, війська, включаючи й хор, покинули Лемнос, були завантажені на кораблі і перевезені до Бургаса в Болгарії. Російський посол там запросив Жарова супроводжувати разом зі своїм хором церковні служби. Потім хор виступив 23 червня 1923 року в Кафедральному Соборі Олександра Невського в Софії. Хор складався з 32 професійних співаків. Потім хор отримав пропозицію приїхати співати до Монтаржі (Франція), але опинився через брак грошей у Відні.
Після Другої світової війни Сергій Жаров отримав американське громадянство.
Практично одночасно з утворенням військового козацького хору Сергій Жаров у Чилінгирі на рейді Мода влаштовував плавуче кабаре і давав концерти керівник другого козачого хору — Микола Кострюков. Таким чином, починаючи з 1926 року за кордоном утворилося два Донських козацьких хори. Співаки регулярно змінювали склад обох хорів.
Останнє велике турне було в сезоні 1978—1979 роках, але Жаров продовжував ще працювати диригентом в Америці до 1981 року. 20 березня 1981 року він передав права на свій хор своєму другові і менеджеру Отто Хофнеру. Хофнер у 2001 році віддав права на хор Вані Хлібка, наймолодшому солісту хору Жарова.
Після смерті сина архів хору Сергія Жарова розподілили на кілька частин і розпродали на аукціонах. Велика частина потрапила до державних та приватних архівів Росії.
У музеї міста Макарьєв є виставка, присвячена Сергію Жарову.

## Особисте життя
Сергій Жаров одружився з Неонілою в Берліні. У них був син Альоша, і жили вони в Лейквуді (Нью-Джерсі), де Жаров і помер у 1985 році.